# Nora Lilian Alcock
Nora Lilian Alcock, también conocida como Nora Lilian Lepart y Nora Lilian Leopard, (18 de agosto de 1874-31 de marzo de 1972) fue una pionera en el campo de la fitopatología y la primera fitopatóloga designada por el gobierno en Escocia.

## Vida
Nora Lilian Scott nació en 1874, hija de Sir John Scott, el Consejero Judicial del Jedive de Egipto, y de Edgeworth Leonora Hill. Parece que no tenía educación superior formal. Se casó con Nathaniel Henry Alcock, un radiólogo, en 1905 y se mudó a Canadá. Cuando él murió de cáncer en 1913, ella y sus cuatro hijos regresaron a Gran Bretaña.

## Trabajo
A su regreso a Londres, Alcock obtuvo un puesto en el Laboratorio de Patología Vegetal del Ministerio de Agricultura, Kew Gardens. Durante su nombramiento, Alcock desarrolló experiencia en Micología bajo la dirección de Sir John Fryer, John Ramsbottom y la profesora Dame Helen Gwynne-Vaughan. Alcock se convirtió en miembro de la Sociedad Linneana de Londres en 1922, y en 1924 se mudó a Edimburgo para ocupar el puesto de fitopatóloga en el Departamento de Agricultura y Pesca. Su publicación se basó en el Real jardín botánico de Edimburgo y se centró en el uso de semillas saludables para aumentar la producción de alimentos. Se retiró en 1937. Al año siguiente visitó Australia, donde pasó seis meses estudiando la flora local.

## Honores y reconocimiento
Como resultado de su investigación sobre enfermedades fúngicas, en particular la enfermedad del núcleo rojo en las fresas, Alcock recibió un MBE (Miembro de la Orden del Imperio Británico) en 1935. Su trabajo desarrolló cepas resistentes a enfermedades y catalogó enfermedades transmitidas por semillas.
En 1924, Alcock se convirtió en la primera persona en ocupar el nuevo puesto de fitopatóloga en el Departamento de Agricultura y Pesca.
Su biografía fue escrita por Charles Edward Foister.
Una placa conmemorativa dedicada a Alcock se puede encontrar en los Jardines Botánicos Reales de Edimburgo.

## Otros logros
Durante la Segunda Guerra Mundial, enseñó botánica a los prisioneros de guerra. Fue miembro de la Federación Nacional de Clubes de Mujeres Profesionales y de Negocios y de las Soroptimistas de Edimburgo.
La abreviatura de autor estándar N.L.Alcock se usa para indicar a esta persona como la autora cuando se cita un nombre botánico.